# モンレアル (ジェール県)
モンレアル （Montréal）は、フランス、オクシタニー地域圏、ジェール県のコミューン。モンレアル＝デュ＝ジェール（Montréal-du-Gers、ガスコーニュ語:Montrejau de Gers）とも呼ばれる。

## 地理

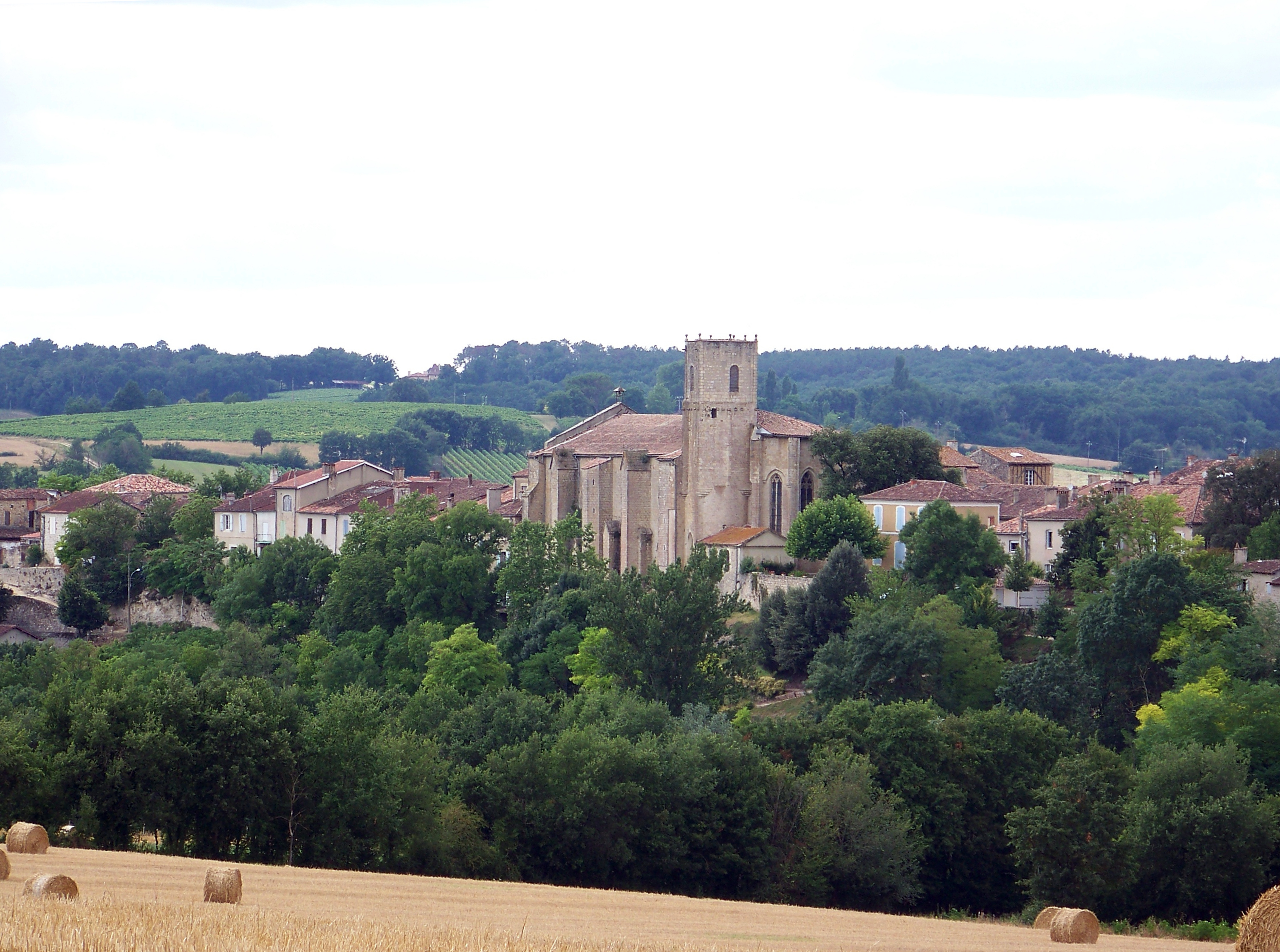
郊外から見たモンレアル

ロット＝エ＝ガロンヌ県、ランド県との県境に位置する。オズエ川右岸の傾斜にあり、谷の両側にある2つの丘を占めている。
高アルマニャック、低アルマニャックの中間にあり、テナレーズ地方の中心地である。
モンレアルはサンティアゴ・デ・コンポステーラの巡礼路、ポディエンシス道途上の町で、フララン修道院からローラエへ向かう方向にある。セヴィアックの西わずか数kmの丘の頂上の線はなだらかで、アドゥール川とガロンヌ川流域とを分離しており、ジロンド川河口からピレネー山脈へは河川を横切ることなく達する。これがテナレーズ地方で、新石器時代の人口移動が行われた古い道である。道はローマ時代から中世にも用いられた。かつてのテナレーズは風車で覆われていた。今日では、テナレーズという地名は蒸留酒アルマニャック生産の中心地域を指す名称として用いられている。
テナレーズは105,330ヘクタールの面積におよぶ。ブドウを除けば、穀物や採油植物の栽培が行われている。
モンレアルは、東西に伸びる非常に規則的なバスティッドを持つ。バスティッドは古典的なグリッド状が尊重され、通りや小路は三方の角が囲まれた中央部の広場につながる。

## 歴史
モンレアルの町は典型的なバスティッドとして13世紀に建設された。ケルティベリア人のオッピドゥムがかつてあった、オズエ川を見下ろす岩の露頭の上である。モンレアルはガスコーニュにおいて古くに建設されたバスティッドの1つであり、現在のジェール県においては最古のものである。1255年3月30日、ルイ聖王の弟アルフォンス・ド・ポワティエによってバスティッドはつくられた。彼は1229年に、トゥールーズ伯およびアジャン伯レーモン7世の唯一の相続人ジャンヌ・ド・トゥールーズを妻としていた。
アルフォンスの臣下の一人で、アジャン伯領の執事長（セネシャル）ギヨーム・ド・バニョルは、1255年春に自らバスティッドの場所を選定した。そして、ゆっくりとガスコーニュに宗主権を及ぼし始めていたカペー王家の栄光を示す、モンレアル（Mont Royal、王家の山）と命名した。
初期にはトゥールーズ伯領の一部であったモンレアルは、フィリップ3世の治世になってラングドック全体とともに王領に併合された。王立裁判所は、コンドンにあるセネシャル領に依存していた。
国境上にあるため、モンレアルは2世紀間にわたってフランスとイングランドの敵対関係に巻き込まれてきた。1279年にはいくつかの都市とともに、ギュイエンヌ公を兼ねるイングランド王の支配下に入った。1324年にフランス領に復帰するが、百年戦争中の1360年に再びイングランド領になった。モンレアルは2つの国の間で引き裂かれ、頻繁に両国の駐屯地が入れ替わった。
1565年7月26日、モンレアルをシャルル9世が訪問した。
ユグノー戦争中の1565年、ユグノー側指揮官モンゴムリ伯はジャンヌ・ダルブレの命令でモンレアルに火を放った。現在でも、フランス革命時代に破壊された町の防衛設備が残っている。
モンレアルは、かつてモンレアル＝アン＝アジャネ（Montréal-en-Agenais）またはモンレアル＝アン＝コンドモワ（Montréal-en-Condomois）と呼ばれていた。

## 人口統計
| 1962年 | 1968年 | 1975年 | 1982年 | 1990年 | 1999年 | 2006年 | 2011年 |
| ------ | ------ | ------ | ------ | ------ | ------ | ------ | ------ |
| 1893   | 1714   | 1493   | 1326   | 1221   | 1238   | 1263   | 1211   |

参照元:1999年までEHESS、2004年以降INSEE

## 経済
モンレアル経済はその多くが地元製品の生産や売買で成り立っている。モンレアルでは缶詰製造、パイ、フォワグラ、コンフィ、ハチミツ、ワインのコート・ド・ガスコーニュ（fr）、アルマニャック酒が有名である。

## 史跡
モンレアルはフランスの最も美しい村に登録されている。

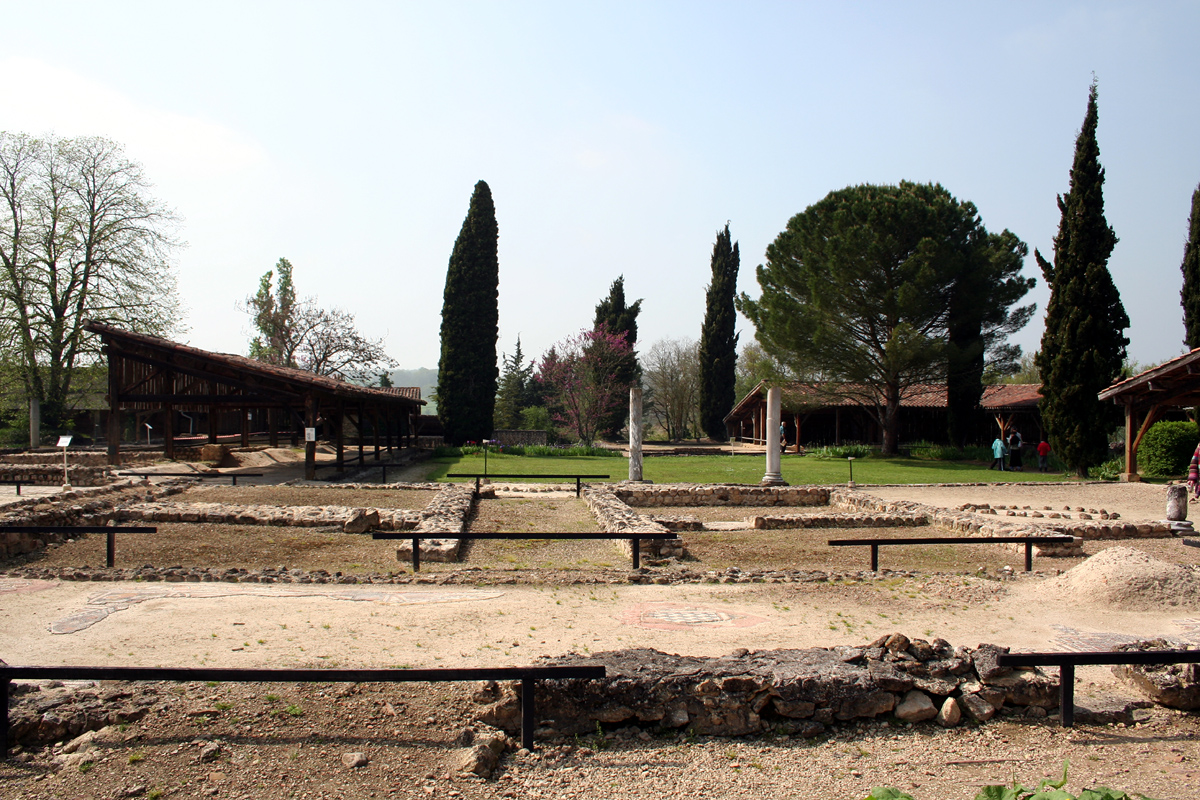
ガロ＝ローマ時代のヴィッラ跡
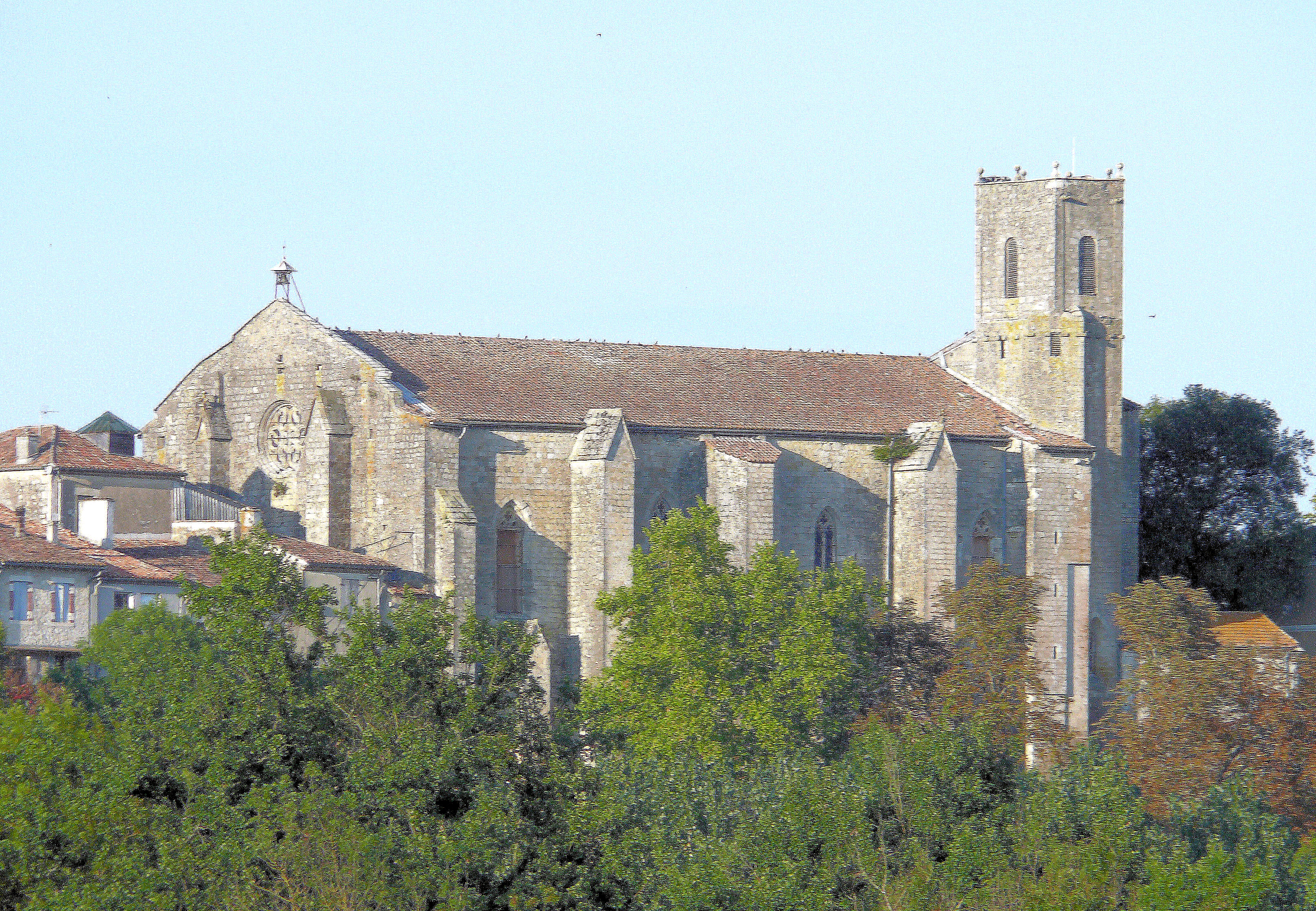
サン・フィリップ・エ・サン・ジャック教会
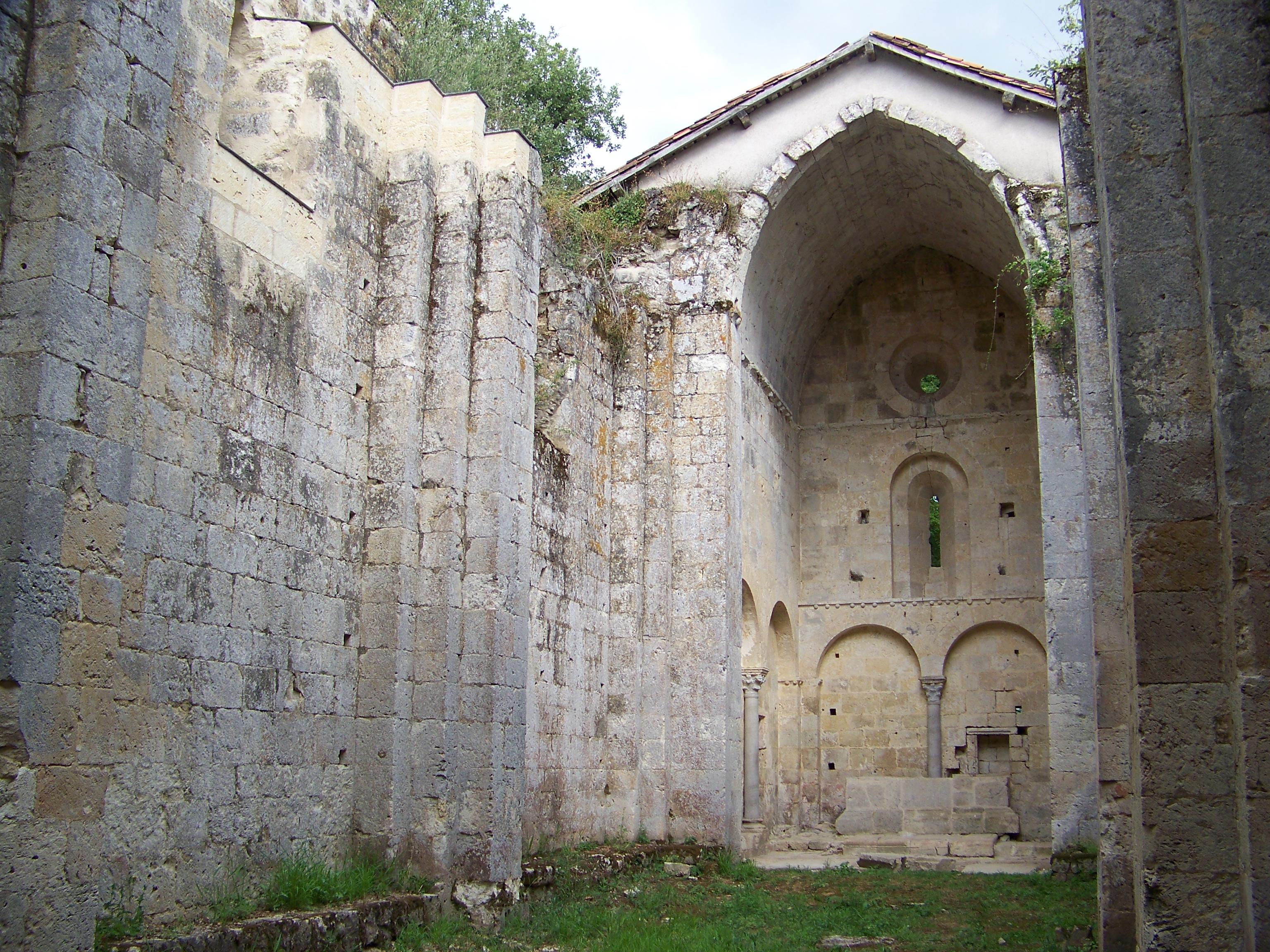
ジュナン教会跡
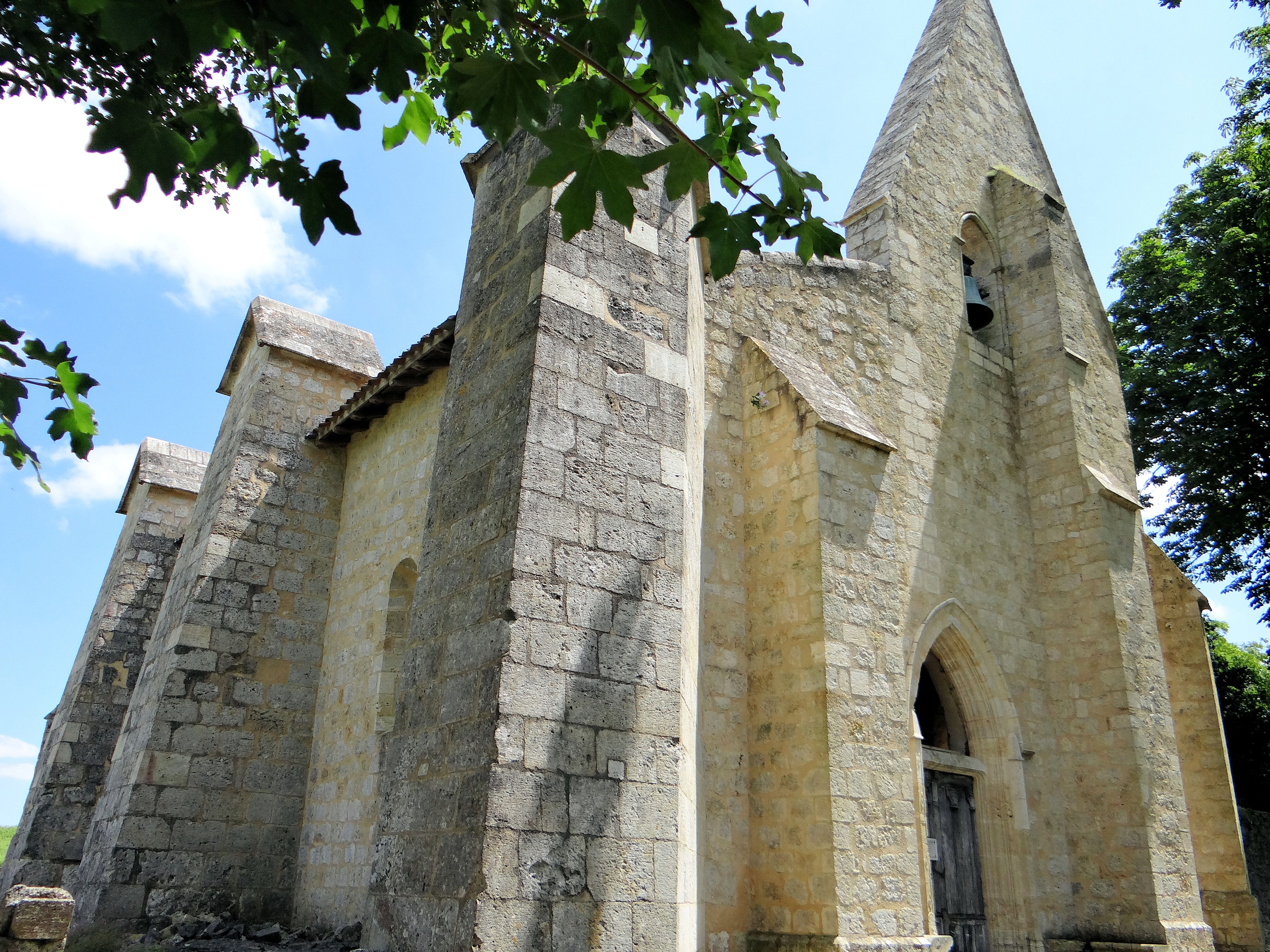
リュザネ教会
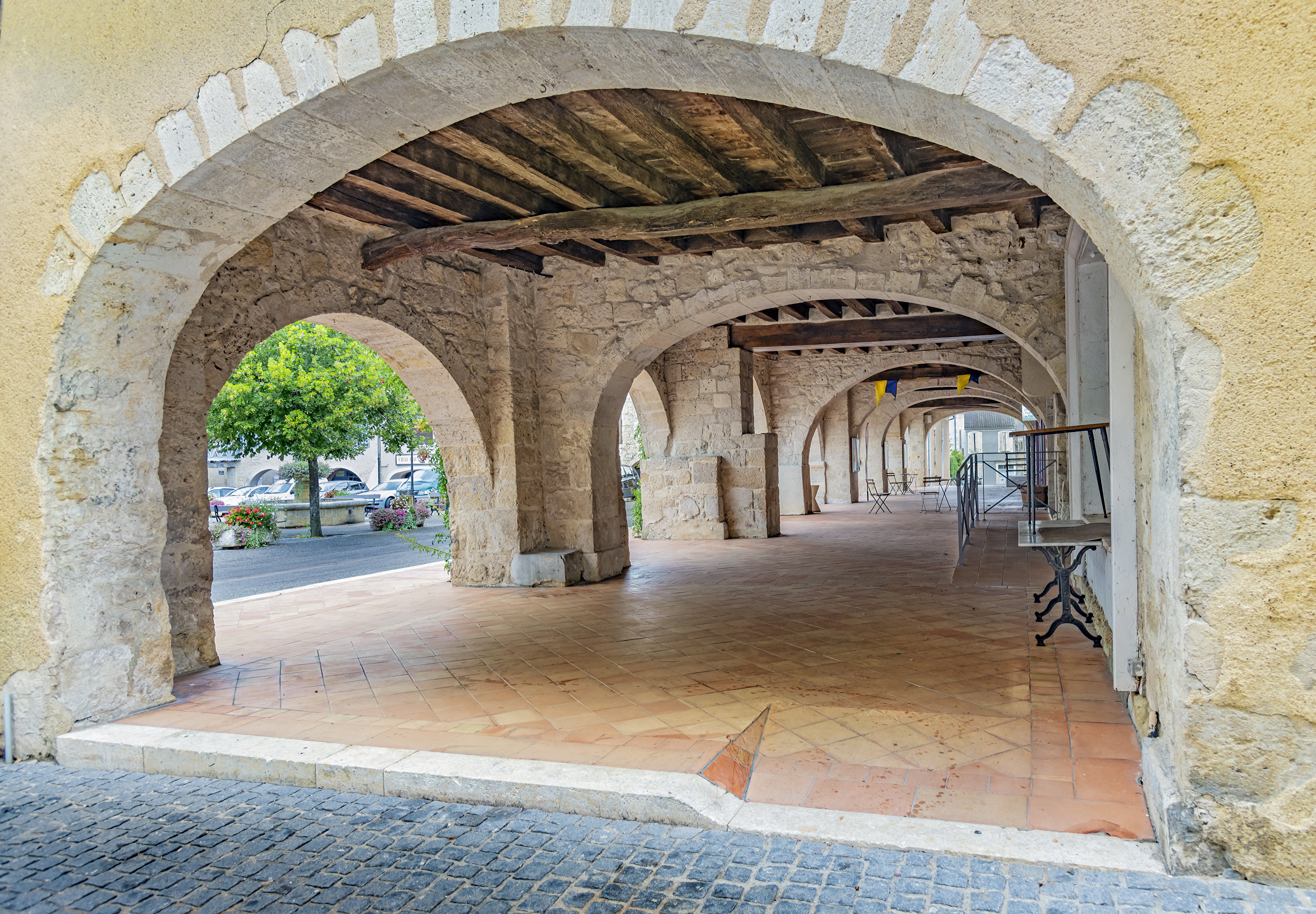
バスティッドのアーケード

## 姉妹都市
- ヴィティセム、フランス
- モントリオール、カナダ